# قضیه وارینیون
قضیه وارینیون در هندسه اقلیدسی بیان می‌دارد که با وصل‌کردن اوساط اضلاع یک چهارضلعی دلخواه، متوازی‌الاضلاعی پدید می‌آید که مساحتش نصف مساحت چهارضلعی اولیه است.
نام این قضیه از اثبات‌کنندهٰ آن، پیر وارینیون گرفته شده‌است. اثبات او پس از مرگش در سال ۱۷۳۱ منتشر شد.

EFGH = ½ ▱ABCD▱: مقایسه مساحت‌ها

## اثبات
با توجه به نمودار بالا، مثلث FDC و HDG به حالت برابری دو زاویه متشابه هستند؛ بنابراین زوایای DAC و DHG برابر هستند و نتیجتاً HG با AC موازی است. به همان ترتیب EF موازی AC است، بنابراین HG و EF موازی یکدیگر هستند. همین امر برای HE و GF صادق است.

اثبات تصویری قضیه وارینیون: ۱. رسم یک چهارضلعی دلخواه و قطرهای آن. ۲. پاره‌خط میانگین دوضلع مجاور، موازی یک قطر چهارضلعی، دو مثلث متشابه را نمایان می‌سازند. ۳. فرایند «۲» برای قطر دیگر.
۴. از تجمیع سه فرایند فوق، متوازی‌الاضلاعی حاصل می‌شود که با توجه شکل‌های «۲» و «۳»، مساحت مثلث شامل پاره‌خط میانگین، ربع مساحت مثلث شامل قطر چهارضلعی است. نتیجتاً با جمع نسبت‌ها، مجموع مساحت مثلت‌های شامل پاره‌خط میانگین، نصف چهارضلعی اولیه است.

| چهارضلعی محدب | چهارضلعی مقعر | چهارضلعی پروانه‌ای |
| ------------- | ------------- | ----------------- |
|               |               |                   |

## متوازی الاضلاع وارینیون

### خواص
متوازی‌الاضلاع مسطح وارینیون همچنین دارای ویژگی‌های زیر است:
- هر جفت اضلاع متقاطع وارینیون موازی یک قطر در چهارضلعی اصلی است.
- اندازه هر ضلع از متوازی الاضلاع وارینیون، نصف قطری است که در چهار ضلعی اصلی با آن موازی است.
- مساحت متوازی الاضلاع وارینیون برابر با نصف مساحت چهارضلعی اصلی است. این امر در چهارضلعی‌های محدب، مقعر و متقاطع صادق است.[۲]
- محیط متوازی الاضلاع وارینیون با مجموع اندازه قطرهای چهار ضلعی اصلی برابر است.
- در یک چهارضلعی محدب با اندازه اضلاع a , b، c و d، طول پاره‌خط میانگین که نقاط وسط اضلاع a و c را به هم متصل می‌کند:

{\displaystyle m={\tfrac {1}{2}}{\sqrt {-a^{2}+b^{2}-c^{2}+d^{2}+p^{2}+q^{2}}}}
که p و q اندازه قطرهای چهارضلعی اولیه هستند. طول پاره‌خط میانگین که نقاط وسط اضلاع b و d را به هم متصل می‌کند:
{\displaystyle n={\tfrac {1}{2}}{\sqrt {a^{2}-b^{2}+c^{2}-d^{2}+p^{2}+q^{2}}}.}
درواقع، علامت مجذور اضلاع پای پاره‌خط میانگین در زیر رادیکال، منفی است.
از این رو : p.126 
{\displaystyle \displaystyle p^{2}+q^{2}=2(m^{2}+n^{2}).}
این نیز نتیجه قانون متوازی الاضلاع است که در متوازی الاضلاع وارینیون اعمال می‌شود.
- در یک چهارضلعی محدب، ارتباط دوگانه زیر بین پاره‌خط‌های میانگین و قطرها وجود دارد:[۵]
- متوازی‌الاضلاع وارینیون، یک مستطیل است اگر و تنها اگر دو قطر چهارضلعی برهم عمود باشند.
- متوازی‌الاضلاع وارینیون، یک لوزی است اگر و تنها اگر دو قطر چهارضلعی اندازه مساوی داشته باشند. .[۶]